# إد بريت
إد بريت (بالإنجليزية: Ed Brett)‏ هو لاعب كرة قدم أمريكية أمريكي، ولد في 20 مارس 1914 في لويستون في الولايات المتحدة، وتوفي في 17 مايو 1989 في سياتل في الولايات المتحدة.

## وصلات خارجية
- إد بريت على موقع مرجع كرة القدم المحترفة.كوم (الإنجليزية)